# Mesia
Mesia sau Messia este un personaj în iudaism, creștinism și islam. Acesta trebuie să fie ultimul urmaș pe tronul lui David. „Mesia” vine din limbile semitice: în ebraică משיח Mashiakh, în arabă مَسيح Masīh, însemnând „uns”. Acest cuvânt a fost tradus în greacă Χριστός, iar în latină CHRISTUS, transcris românește Hristos sau Cristos.

## În iudaism

### În iudaismul clasic
Tora (Pentateuhul) nu conține cuvântul Mesia. Termenul evreiesc moshiach se referea la preoți evrei, la profeți și la regi, care erau unși când erau consacrați în funcțiile respective. De exemplu Cirus, regele Persiei, este numit în Biblie „unsul lui Dumnezeu” (Isaia 45:1). Mai departe sunt numiți unși regele Solomon (Imparati 1:39), preoții evrei (Levitic 4:3), profetul Isaia (Isaia 61:1), Templul evreiesc și ustensilele lui (Exod 40:9-11), pâinea nedospită (Numeri 6:15), unși conform ritualului de ungere a lui Saul (Samuel 10:1).
Totuși conceptul de Mesia eliberator este foarte important pentru iudaism, Talmudul afirmând: „Lumea a fost creată... doar de dragul lui Mesia”. Evreii îl așteptau pe Mesia să-i elibereze de sub jugul ocupației străine, el fiind fie un conducător politico-militar din neamul lui David fie un personaj divin venit din ceruri. În orice caz evreii nu așteptau deloc un Mesia crucificat ca un infractor de rând, un Mesia care a suferit și a fost învins de trupele străine de ocupație. De aceea, pentru evrei era complet ridicolă și chiar o blasfemie ideea că Isus ar fi fost Mesia, lucru pe care îl admite însuși apostolul Pavel (Corinteni 1:23).
„Evreii care îl așteptau pe Mesia erau convinși că el va fi un personaj măreț și dinamic care va executa voința lui Dumnezeu aici pe pământ, cum ar fi să-i înlăture de la putere pe inamicii lui Dumnezeu într-un măreț tur de forță. A fost Isus așa? El a fost tocmai pe dos — mai degrabă decât să fie un războinic puternic care să alunge romanii din Țara Făgăduită, Isus a fost un predicator itinerant care s-a nimerit să încalce legea și a fost torturat și crucificat cu duritate de către dușmanii lui Dumnezeu. El s-a aflat cel mai departe de a fi Mesia.

Încerc să exemplific studenților mei reacția instinctivă a celor mai mulți evrei din primul secol cărora li se spunea că Isus a fost Mesia. Închipuiți-vă că cineva v-ar spune că David Koresh a fost atotputernicul Fiu al lui Dumnezeu, Mântuitorul lumii. David Koresh? Individul din Waco care a fost omorât de FBI? Da, el este Domnul universului! Mă-ndoiesc.”—Bart D. Ehrman, The lost Gospel of Judas Iscariot: a new look at betrayer and betrayed

### În habad (parte din hasidism)
Mulți evrei din toată lumea consideră că liderul mișcării hasidice Chabad-Lubavitch este Mesia și va fi revelat cât de curând.

### În neo-șabetaianism
În neo-șabetaianism sunt șase Mesii: Șabetai Țvi, Nathan de Gaza, Iacob (Yakov Leib) Frank, Sri Ramakrishna, Carl Gustav Jung și Lawrence G. Corey (Reb Yakov Leib HaKohain - YaLHaK).

### În iudaismul mesianic
„Iudaism mesianic” înseamnă de fapt creștinism, conform unei decizii a Curții Supreme a Israelului. Vezi prin urmare mai jos.

## În creștinism
În creștinismul tradițional Mesia este Isus Hristos (Matei 16:13-20, Ioan 1:17), cuvântul grecesc Hristos (în românește Unsul) fiind traducerea cuvântului ebraic Mesia (Ioan 1:41).

### Pentru Davidieni
Pentru Davidieni Mesia este David Koresh.

### Pentru Mișcarea Graalului
Pentru adepții Mișcării Graalului Mesia este Abd-ru-shin (Oskar Ernst Bernhardt).

### Pentru antroposofi
Pentru antroposofi Mesia a constat din cei doi copii Isus, unul dintr ei fiind reîncarnarea lui Buddha (copilul Isus pe linie natanică), iar celălalt a lui Zoroastru (copilul Isus pe linie solomonică, copil care a murit înaintea celui natanic). Conform lui Rudolf Steiner, Eul copilului Isus solomonic a părăsit corpul acestuia, în momentul în care „Eul suprem” a intrat în corpul copilului Isus solomonic, vechiul său Eu unindu-se cu corpul eteric al copilului solomonic decedat, combinație care s-a reîncarnat într-un nou copil.

## În islam
În anumite curente din islam corespondentul aproximativ al lui Mesia este Mahdi. Mai precis, în Coran Isa (Isus) este numit Mesia și se va reîntoarce drept ajutor al lui Mahdi.

## Alte religii avraamice

### În Biserica Unificării
În Biserica Unificării Mesia este reverendul Sun Myung Moon.

### Pentru Mișcarea Rastafari
Pentru Mișcarea Rastafari Mesia este Haile Selassie I al Etiopiei. El a fost creștin ortodox, deci nu rastafarian, dar nici nu a încurajat, nici nu a descurajat ideea că ar fi Mesia. Un interviu al său ar putea fi interpretat că a negat că ar fi Mesia, lucrul nu este însă lămurit.

### Pentru Bahá'í
Pentru Bahá'í, Mesia este Bahá'u'lláh.

## Pentru teosofii clasici
Pentru teosofii clasici Mesia a fost Jiddu Krishnamurti. El a fost identificat de fruntașii teosofiei ca Mesia (mai precis Domnul Maitreya, care este corespondentul extrem-oriental pentru Mesia), în timp ce era doar un copil. La maturitate el a negat că ar fi Mesia și a cerut dizolvarea organizației creată în jurul lui pe post de Mesia.

## Biblografie
- Lutyens, Mary (1975). Krishnamurti: The Years of Awakening (ed. 1st US). New York: Farrar, Straus and Giroux. ISBN 978-0-374-18222-9.
- Lutyens, Mary (1983) [1975]. Krishnamurti: The Years of Awakening (ed. Reprint of 1st US). New York: Discus. ISBN 978-0-380-00734-9.